# San Martín Toxpalan
San Martín Toxpalan es una localidad del estado mexicano de Oaxaca. Es cabecera del municipio de San Martín Toxpalan.

## Demografía
| Censo | Población |
| ----- | --------- |
| 1900  | 499       |
| 1910  | 604       |
| 1921  | 715       |
| 1930  | 682       |
| 1940  | 623       |
| 1950  | 796       |
| 1960  | 855       |
| 1970  | 820       |
| 1980  | 1129      |
| 1990  | 1508      |
| 1995  | 1387      |
| 2000  | 1660      |
| 2005  | 1635      |
| 2010  | 1825      |
| 2020  | 2010      |